# Колесник Євген Валерійович
Євге́н Вале́рійович Коле́сник (нар. 13 січня 1990) — український футболіст, півзахисник.

## Біографія
Вихованець київського «Динамо», за яке в ДЮФЛ грав з 2003 по 2006 роки.
Влітку 2007 року став гравцем першолігової «Олександрії», за яку і дебютував у професійному футболі 21 жовтня 2007 року в матчі чемпіонату проти «Миколаєва», вийшовши на останні 6 хвилин гри.
Проте, дана гра стала єдиною для Колесника у сезоні 2007/08, тому наступі півроку він провів в оренді в друголіговій кіровоградській «Зірці», за яку провів 16 матчів у чемпіонаті і один в кубку, в якому забив свій перший професійний гол. З початку 2009 року став виступати за фарм-клуб «Олександрії» «Аметист» у чемпіонаті Кіровоградської області.
Влітку 2009 року повернувся до основної команди «Олександрії» і за наступний сезон зіграв у 19 матчах Першої ліги, в яких забив два голи. Але в сезоні 2010/11 Колесник втратив місце в основному складі клубу і за наступні півроку зіграв лише в двох матчах чемпіонату, через що на початку 2011 року був відданий в оренду в «Севастополь», що виступав у Прем'єр-лізі. Щоправда, в елітному дивізіоні Колесник так і не дебютував, виступаючи виключно в молодіжній першості, де провів 10 матчів і забив 1 гол.
Влітку 2011 року повернувся до «Олександрії», яка якраз вийшла до Прем'єр-ліги, проте і тут Євген не зміг дебютувати в елітному дивізіоні і продовжив виступати виключно в чемпіонаті дублерів, провівши до кінця року 16 матчів, в яких забив 1 гол.
В лютому 2012 року перейшов у друголіговий черкаський «Славутич», але зіграв до кінця сезону лише один матч, після чого 15 серпня на правах вільного агента підписав контракт з першоліговою «Буковиною», за яку провів весь наступний сезон, зігравши у 7 іграх.
В липні 2013 року на правах вільного агента приєднався до прем'єр-лігового київського «Арсенала». 20 липня дебютував у чемпіонаті в матчі проти «Металіста», вийшовши на 88-й хвилині замість Франтішека Кубіка. В подальшому поступово продовжив залучатись до матчів основної команди.
В квітні 2014 року підписав контракт із «Украгрокомом», в якому дограв до кінця сезону.
Наступний сезон, 2014/2015, розпочав у складі «Черкаського Дніпра».